# Engelen
Engelen là một xã thuộc tỉnh Noord-Brabant từ năm 1815, Hà Lan. Từ 1971 Engelen thuộc thành phố 's-Hertogenbosch. Trong tiếng tiếng Hà Lan, Engelen có nghĩa là những thiên thần.
Khu vực Engelen đã có người sinh sống từ thời đại đồ sắt. Đến năm 815, làng Ang Crisa, Engelen ngày nay được thành lập. Hiện nay Engelen có diện tích 13,4 km² với dân số 4.600 người (2005), mật độ 343 người/km².